# Басуки, Лаура
Лаура Басуки (родилась 9 января 1988, Берлин, ГДР) — индонезийская модель и актриса. В 2022 году получила за свою роль в фильме «Раньше, сейчас и потом» «Серебряного медведя» 72-го Берлинского кинофестиваля как лучшая актриса второго плана.

## Биография
Лаура Басуки родилась в 1988 году в Восточном Берлине в семье индонезийца и вьетнамки. В 2005 году она начала учиться на модель, позже участвовала в модных показах и снималась в рекламных роликах. С 2008 года Басуки снимается в кино, причём уже за первую роль она получила Индонезийскую кинопремию в двух номинациях. В 2022 году Басуки стала всемирно известной благодаря роли в фильме «Раньше, сейчас и потом», показанном на 72-м Берлинском кинофестивале: она получила «Серебряного медведя» за лучшую роль второго плана.
Фильмография
| Год  |   | Русское название                  | Оригинальное название         | Роль       |
| ---- | - | --------------------------------- | ----------------------------- | ---------- |
| 2010 | ф | Три сердца, два мира, одна любовь | 3 Hati, Dua Dunia, Satu Cinta | Делия      |
| 2022 | ф | Магазин по соседству 2            | Cek Toko Sebelah 2            | Натали     |
| 2022 | ф | Раньше, сейчас и потом            | Before, Now & Then            | Ино        |
| 2023 | ф | Спящий вызов                      | Sleep Call                    | Дина/Синта |
| 2023 | ф | 24 часа с Гаспаром                | 24 Jam Bersama Gaspar         | Кик        |
| 2024 | ф | Йоханна                           | Yohanna                       | Йоханна    |
| 2024 | ф | Пока смерть не разлучит           | Sehidup Semati                | Рената     |